# 'A peggio offesa sta 'ncoppa all'onore
'A peggio offesa sta 'ncoppa all'onore  è una raccolta di Mario Merola del 2005.

## Tracce
1. Me n'aggia ì – 2:52
2. Luntana 'e sentimento – 3:43
3. Pecché chiagne – 4:06
4. Sceneggiata napulitana – 2:39
5. Rosa d'ammore – 3:40
6. 'A peggia offesa – 4:03
7. Sò nnato carcerato – 3:14
8. Malommo – 2:21
9. Tu me lasse – 3:14
10. 'O primmo giuramento – 3:01
11. Quattro mura – 3:12
12. Dicite all'avvocato – 3:23
13. Malufiglio – 3:28